# 토르발 스타우닝
토르발 아우구스트 마리누스 스타우닝(덴마크어: Thorvald August Marinus Stauning, 1873년 10월 26일~1942년 5월 3일)은 덴마크의 정치인이다. 소속 정당은 사회민주당이다.
1910년부터 1939년까지 사회민주당 대표를 역임했으며 2차례(1924년 4월 24일~1926년 12월 14일, 1929년 4월 30일~1942년 5월 3일)에 걸쳐 제28대, 30대 덴마크의 총리를 역임했으며, 1933년 5월 31일부터 1935년 11월 4일까지 국방부 장관을 역임했다.
스타우닝은 덴마크를 사회 복지 국가로 만드는데 힘썼고, 두번째 임기 도중에는 베저위붕 작전이 일어나기도 했다. 이후 1942년 재임 중 사망하였다.